# Puente Pailas
El puente Pailas es un puente vial de Bolivia, que cruza el río Grande como parte de la Ruta 4 en el este del país. Administrativamente se encuentra entre los municipios de Pailón y Cotoca, en las provincias de Chiquitos y Andrés Ibáñez respectivamente, en el departamento de Santa Cruz. El puente de 1.400 metros fue el más largo de Bolivia (previo a la inauguración del Puente Banegas), inaugurado en enero de 2009 y forma la parte central del corredor bioceánico que vincula al país con Brasil y Chile.
La construcción se inició el 29 de noviembre de 2005 y fue realizada por la empresa coreana Sambu Construction. El puente está formado por dos estribos y 23 pilas con cabezales y cuerpos de hormigón armado, apoyado sobre pilotes pre-excavados.
Está ubicado en la localidad de Puerto Pailas a 60 kilómetros de la ciudad de Santa Cruz de la Sierra y a 80 metros aguas arriba del actual puente ferroviario en el tramo que une la ciudad de Santa Cruz con Pailón.